# Chaneins

Chaneins este o comună în departamentul Ain din estul Franței.